# Scorpiops maharashtraensis
Espèce
Synonymes
- Neoscorpiops maharashtraensis Mirza, Sanap & Upadhye, 2014

Scorpiops maharashtraensis est une espèce de scorpions de la famille des Scorpiopidae.

## Distribution
Cette espèce est endémique du Maharashtra en Inde. Elle se rencontre dans les districts d'Aurangabad et de Jalgaon.

## Description
Le mâle holotype mesure 42,49 mm et les femelles de 36,56 à 41,22 mm.

## Systématique et taxinomie
Cette espèce a été décrite sous le protonyme Neoscorpiops maharashtraensis par Mirza, Sanap eT Upadhye en 2014. Elle est placée dans le genre Scorpiops par Kovařík, Lowe, Stockmann et Šťáhlavský en 2020.

## Étymologie
Son nom d'espèce, composé de maharashtra et du suffixe latin -ensis, « qui vit dans, qui habite », lui a été donné en référence au lieu de sa découverte, le Maharashtra.

## Publication originale
- Mirza, Sanap & Upadhye, 2014 : « A new species of scorpion of the genus Neoscorpiops Vachon, 1980 (Scorpiones: Euscorpiidae) from India. » Comptes Rendus Biologies, vol. 337, no 2, p. 143–149.